# Акторно-мережева теорія
Акторно-мережева теорія (англ. Actor-network theory, ANT) відома також як «соціологія перекладу» (англ. sociology of translation) — підхід в соціальних дослідженнях, що спочатку виник в області досліджень науки і технологій (STS) , який розглядає об'єкти (артефакти, технічні комплекси, тварин та ін.) як діючі одиниці соціальних стосунків.
Цей підхід є одним з найвідоміших і спірних в соціальній теорії. Його прибічники вимагають розглядати не-людей (англ. nonhumans) як діючих агентів в соціальних системах і стосунках. Створений Мішелем Каллоном, Бруно Латуром і Джоном Ло, підхід може бути точніше описаний як «матеріально-семіотичний». Це означає, що він однаковим чином описує стосунки, які є як матеріальними (між речами), так і семіотичними (між поняттями).
Акторно-мережева теорія є концептуальною основою для вивчення колективних соціотехнічних процесів. Її прибічники припускають, що функціонування науки принципово не відрізняється від функціонування інших соціальних явищ. Виробництво наукових знань вони не пояснюють ні через природу (науковий реалізм), ні через культуру (соціальний конструктивізм). Замість цього вони вважають, що наука є процесом гетерогенної інженерії в якому соціальні, технічні, концептуальні і текстуальні компоненти сполучені разом і трансформовані (чи перекладені). Як і інші антиессенціалістські підходи, акторно-мережева теорія не робить відмінностей між науками (знаннями) і технологіями (артефактами). Так само, її прибічники не погоджуються з протиставленням суспільства і природи, істини і брехні, процесів і структур, тексту і контексту, людського і нелюдського, знання і влади. Все, що прийнято називати природою, суспільством, суб'єктивністю, структурою, фактом і вигадкою — усе це робиться в результаті спільної активності людей і не-людей (nonhumans). Наука, таким чином, з'являється як мережа гетерогенних елементів, сполучених набором різноманітних практик.

## Ключові поняття
А́ктор
Поняття актор (також іноді: актант, діяч, агент) використовується для позначення того що діє, або чия дія провокується дією іншого. В рамках акторно-мережевої теорії принцип узагальненої симетрії вимагає, щоб усі сутності були описані в однакових термінах перед тим, як розглядати мережу. Будь-які відмінності між ними виникають у мережі зв'язків і не існують до застосування мережі.
Класичним прикладом нелюдських акторів є мікроорганізми у «мережі Пастера». Вони не вважаються за інертні, спричиняючи бродіння нестерилізованих матеріалів, залишаючи при цьому стерилізовані матеріали неушкодженими. Якби вони діяли інакше, тобто, якби вони не "співпрацювали" з Пастером – тоді історія Пастера могла б бути дещо іншою. Саме в цьому сенсі Латур може називати мікроорганізми акторами.